# Szentpétery Imre (történész, 1878–1950)
Szentpétery Imre (Középpalojta, 1878. szeptember 23. – Budapest, 1950. július 14.) történész, egyetemi tanár, az MTA tagja. Munkássága során főleg oklevéltani kutatásokkal és forráskiadásokkal foglalkozott.

## Életútja
Szentpétery Aurél és Ruzsonyi Mária fiaként született. Tanulmányait a budapesti egyetemen végezte az Eötvös József Collegium tagjaként, és egyéves tanulmányúton járt Németországban és Franciaországban, valamint fél évet töltött Olaszországban művészettörténeti és oklevéltani tanulmányokkal. 1901-ben avatták bölcsészdoktorrá.
1902-ben tanári oklevelet szerzett, majd 1907-ben a lugosi állami főgimnázium latinnyelv- és történelemtanára lett. Ebben az időben tagja volt a temesvári Arany János Társaságnak és a történelmi társaságnak. Művei 1904–1908 között a Századokban és az Urániában jelentek meg.
1914-ben egyetemi magántanári képesítést szerzett, majd 1918-tól Debrecenben tanított, 1923-tól pedig a budapesti Pázmány Péter Tudományegyetemre került, ahol mint a történeti segédtudományok tanára főleg oklevéltani kutatásokkal és forráskiadásokkal foglalkozott. 1937–38-ban szerkesztette az Árpád-kori elbeszélő források új kiadását.
Halálát szívizomelfajulás, érelmeszesedés okozta. Felesége Putnoky Mária volt.

## Főbb munkái
- Az ujkor kezdete. (Marosvásárhely 1901) [Bölcsészdoktori értekezés]
- Hédervári Imre 1447-i felmenőlevele (1902) [Különny. a Turulból]
- A veszprémi püspökség alapító levele (1903) [Századok]
- Az országos tanács 1401-ben, Két történetfilozófus (1904) [Századok]
- Hamis oklevelekről (1904) [Uránia]
- A történelemtudomány objektivitásának kritikája (1906)
- Individualis és kollektív történetírás (1908)
- Oklevéltani naptár (1912)
- A borsmonostori apátság árpádkori oklevelei (1916)
- Szent István király pécsváradi és pécsi alapítólevele (1918)
- Chronológia (1923, A Magyar Történettudomány Kézikönyve) → reprint kiadásban az Oklevéltani naptárral: A kronológia kézikönyve. A Chronologia és az Oklevéltani naptár összevont, javított és bővített kiadása (Tudománytár-sorozat), Könyvértékesítő Vállalat, Budapest, 1985, ISBN 963-02-3036-4
- Magyar oklevéltan (1930, A Magyar Történettudomány Kézikönyve)
- Az Árpádházi királyok okleveleinek kritikai jegyzéke (I-II. kötet1923-1943)
- A bölcsészeti kar története 1635-1935 (1935)

## Díja
- Corvin-koszorú (1941)